# Sátiro Dias
Sátiro Dias är en kommun i Brasilien.   Den ligger i delstaten Bahia, i den östra delen av landet, 1 100 km öster om huvudstaden Brasília. Antalet invånare är 18 588.
Trakten runt Sátiro Dias består i huvudsak av gräsmarker. Runt Sátiro Dias är det ganska glesbefolkat, med 22 invånare per kvadratkilometer.